# Rudnik soli Bochnia
Rudnik soli Bochnia (Kopalnia soli w Bochni) je jedan od najstarijih rudnika soli u Poljskoj i cijeloj Europi, koji je kontinuirano proizvodio stolnu sol od 12. stoljeća do 2007. godine.
U rudnicima duljine 4,5 km i dubine 468 metara, na 16 različitih razina nalaze se napuštene komore, šahtovi i prolazi koji tvore tzv. „podzemni grad” koji je sada otvoren za posjetitelje. Najveća sačuvana komora je pretvorena u sanatorij.
U rudniku se nalazi i muzej rudarstva s najvećom kolekcijom originalnih alatki i rudarske opreme koja ilustrira razvoj rudarske tehnologije od srednjeg vijeka do modernog doba.
- Leopold Okulicki, spomenik na glavnom gradskom trgu
- Stup sv. Trojstva
- Ul. Kazimira Velikog
- Ulaz u Rudnik soli Bochnie
- Podzemna crkva u Rudniku soli Bochnia